# NTR48 〜俺の家族が寝取られるまでの48日間〜
『NTR48 〜俺の家族が寝取られるまでの48日間〜』（エヌティーアールフォーティーエイト おれのかぞくがねとられるまでのよんじゅうはちにちかん）は、日本のアダルトゲームブランド・黒鳥が2012年6月29日に発売した18禁アドベンチャーゲーム。同ブランドの第4作目となった。

## システム
主人公の家族や主人公に片思いしているヒロインが周囲の男に陵辱される「寝取られ」を題材にしており、イベントシーンで視点切り替えボタンを押すと陵辱される側のヒロイン視点でストーリーが進行する「心の声」システムが導入されている。

## ストーリー
父親が海外へ単身赴任中の日下部悟は母の早苗、姉の杏美、双子の妹である椿と里緒、そして隣家に住む幼馴染みの白浜みゆきらに囲まれ、ささやかながら幸福な生活を送っていた。ところが、悟は彼女たち一人一人に歪んだ劣情に満ちた視線を送り続けていた男たちが一斉に蠢き出したことに気付いていなかった。
突如として破壊された幸福な日々を取り戻し、大事な家族と幼馴染みを守るべく悟は悪戦苦闘するが、時には自分自身の決断が彼女たちをさらなる泥沼へ引きずり込んで行くことになってしまう。果たして、悟は家族と幼馴染みを出口の見えないただれた日々の連続から救い出すことが出来るのだろうか?

## 登場人物
声優はスタッフロールで公開されている配役。

### 主人公
日下部 悟（くさかべ さとる）
主人公。海外へ単身赴任中の父親に代わって一家を守らなければならないとの自負が強く、周囲からは仲が良すぎると見られるぐらいに母や姉、双子の妹との家族仲は良好であった。しかし、その家族や隣家に住む幼馴染みのみゆきが次々に肉欲へ溺れて行く光景を見せ付けられてしまう。

### ヒロイン
日下部 杏美（くさかべ あみ）
声 - 箱森ゆめ
悟の1歳年上の姉で、日下部家の長女。身長157cm、スリーサイズはB87 / W55 / H84。同じ学園の3年生で剣道部に所属しており、公にはしていないが弟の悟を本命視するブラコンの気があり、悟を巡って妹の椿と確執を抱えている。
日下部 椿（くさかべ つばき）
声 - 桜瀬なゆ
悟の1歳年下の妹で、日下部家の次女（双子の姉）。身長149cm、スリーサイズはB76 / W50 / H75。陸上部に所属しており、幼少の頃からお兄ちゃん子だったが成長しても兄離れするどころかお尻の穴を使わせる関係になってしまっている。
日下部 里緒（くさかべ りお）
声 - さとうもも
悟の1歳年下の妹で、日下部家の三女（双子の妹）。身長152cm、スリーサイズはB78 / W52 / H76。眼鏡っ娘。家庭株に所属しており、双子の姉の椿とは対照的に内向的。
日下部 早苗（くさかべ さなえ）
声 - 相元ゆうき
悟たちの母。身長158cm、スリーサイズはB94 / W56 / H87。常に笑顔を絶やさず、家庭的な性格で町内でも評判の主婦。
白浜 みゆき（しらはま みゆき）
声 - 相元ゆうき（二役）
日下部家の隣に住む悟の幼馴染み。身長156cm、スリーサイズはB83 / W54 / H81。悟に片思いしているが、杏美や椿に気圧されており告白には至っていない。

### 寝取る者たち
沖内 達哉（おきうち たつや）
悟の親友。爽やかな第一印象の好青年で何かと悟に協力を申し出るが、全ては杏美に近付いてその肉体を自分のものとせんがためであった。
日下部 源三（くさかべ げんぞう）
悟たちの父親。海外へ長期の単身赴任中であったが久しぶりに帰国した途端、里緒に長年抱いていた歪んだ愛情をぶちまける。
細川（ほそかわ）
中年の男性教師。人当たりが良さそうな第一印象だが、その裏では生徒の弱みを握って肉体関係を強要している。
キモデブオヤジ
日下部家の近所に住んでいる肥満体で頭髪の薄い中年男性。本名不詳。「風呂が壊れた」と言って日下部家に上がり込み、早苗にかねてから抱いていた劣情をぶつけて来る。

## スタッフ
- 原画：鬼MAYUGE
- シナリオ：月待兎